# Col·lectius de Treballadors
Los Col·lectius de Treballadors (Colectivos de Trabajadores) (CCTT) fue un sindicato Español en el ámbito catalán, impulsado por el Partido Socialista de Liberación Nacional de los Países Catalanes (PSAN). Fue fundado en mayo de 1977 en Arenys de Munt y definido como sindicato de clase, nacional, de base comarcal, del conjunto de los trabajadores, internacionalista, sin carácter de negociación y de participación. A partir de 1979 inició una política de convergencia con otras formaciones sindicales, y en 1980 participó en la fundación de la Confederació Sindical de Treballadors de Catalunya (CSTC).
- Datos: Q5150363